# یاس بولیمویی
یاس بولیمویی (نام علمی: Jasminum azoricum) (انگلیسی: lemon-scented jasmine)، گونه‌ای از گیاهان گلدار از خانواده زیتون است. این تاک دوقلوی همیشه‌سبز بومی جزیره مادیرا پرتغال است. برگ‌های مرکب از ۳ برگچه سبز روشن تشکیل شده است. گل‌های ستاره‌مانند سفید معطر به صورت خوشه‌هایی از کنار برگ‌ها در تابستان پدیدار می‌شوند و از جوانه‌های صورتی تیره به وجود می‌آیند.